# Асперн-штрасе (станція метро)
48°13′21″ пн. ш. 16°28′29″ сх. д. / 48.2224° пн. ш. 16.4748° сх. д.
«Асперн-штрасе» (нім. Aspernstraße) — станція Віденського метрополітену, розміщена на лінії U2 між станціями «Гаусфельд-штрасе» і «Донаушпіталь». Відкрита 2 жовтня 2010 року у складі дільниці «Штадіон» — «Асперн-штрасе». Названа за вулицею неподалік.
Розташована в 22-му районі Відня (Донауштадт), на естакаді, що перетинає Ерцгерцог-Карл-штрасе.